# Rifat Ibërshimi
Rifat Ibërshimi (ur. 29 października 1950) – albański piłkarz, w latach 1972–1976 reprezentant Albanii.